# Fred Wright
Alfred „Fred“ Brockwell Wright (* 13. Juni 1999 in London) ist ein britischer Radrennfahrer.

## Sportlicher Werdegang
Erste nationale und internationale Erfolge erzielte Wright zunächst auf der Bahn. Bei den UEC-Bahn-Europameisterschaften gewann er von 2016 bis 2019 im Ausdauerbereich insgesamt vier Europameistertitel bei den Junioren und in der U23. Dabei war er in einer Trainingsgruppe mit Fahrern wie Matthew Walls, Ethan Hayter und Jake Stewart, die wie er den Sprung in die UCI WorldTour geschafft haben.
Auf der Straße erzielte Wright seinen ersten Erfolg 2018 bei der Ronde de l’Oise, als er die dritte Etappe für sich entschied und den Gewinn der Gesamtwertung als Zweiter knapp verpasste. In der Saison 2019 gewann er mit dem Giro Ciclistico d’Italia und der Tour de l’Avenir bei zwei der wichtigsten U23-Rennen jeweils eine Etappe.
Daraufhin erhielt Wright zur Saison 2020 einen Vertrag beim UCI WorldTeam Bahrain Victorious. Mit seinem neuen Team nahm er 2020 mit der Vuelta a España 2020 erstmals an einer Grand Tour teil und beendete diese auf Platz 91 der Gesamtwertung. Sein bestes Ergebnis war damals ein vierter Platz auf der 15. Etappe. 2021 folgte die erste Teilnahme an der Tour de France, bei der er bei dieser Austragung der jüngste Fahrer im Teilnehmerfeld war. In der Saison 2022 verpasste er sowohl auf der 13. Etappe der Tour de France als auch der 19. Etappe der Vuelta a España jeweils als Zweiter nur knapp einen Etappensieg bei einer Grand Tour. Weiters zeigte Wright im Jahr 2022 mit dem siebten Platz bei der Flandern-Rundfahrt auf und holte hinter Rohan Dennis die Silbermedaille im Einzelzeitfahren der Commonwealth Games.
Im Jahr 2023 wurde Fred Wright Achter der Flandern-Rundfahrt und fuhr somit zum zweiten Mal in Folge in die Top 10. Bei Paris–Roubaux löste seine Reifenpanne in der Trouée d’Arenberg einen Massensturz aus, bei dem sich Dylan van Baarle und Kasper Asgreen schwer verletzten; er selbst kam mit einer Gehirnerschütterung davon. Im Juni kam er bei den britischen Meisterschaften auf Platz zwei im Zeitfahren und gewann das Straßenrennen. Er ging so im Trikot des Landesmeisters bei der Tour de France an den Start. Bei der Renewi-Tour brach er sich am Ende der Saison das Schlüsselbein.
2024 kam Wright bei Paris–Roubaix auf Platz 12. In der Tour de France schied er nach elf Tagen wegen Zeitüberschreitung aus. Bei den Olympischen Sommerspielen 2024 in Paris startete er im Straßenrennen und belegte den 43. Platz.

## Sonstiges
Beim virtuellen Giro d’Italia, der 2020 während der aufgrund der COVID-19-Pandemie rennfreien Zeit ausgetragen wurde, gewann Wright die vierte Etappe.

## Erfolge

### Straße
2016
- Bergwertung Trofeo Karlsberg

2018
- eine Etappe und Nachwuchswertung Ronde de l’Oise

2019
- eine Etappe Giro Ciclistico d’Italia
- eine Etappe Tour de l’Avenir

2022
- Commonwealth Games – Einzelzeitfahren

2023
- Britischer Meister – Straßenrennen

### Bahn
2016
- Europameister (Junioren) – Mannschaftsverfolgung (mit Ethan Hayter, Matthew Walls und Reece Wood)

2017
- Europameister (Junioren) – Omnium
- Europameisterschaften (Junioren) – Mannschaftsverfolgung (mit Rhys Britton, Joe Nally und Jake Stewart)

2018
- Europameister (U23) – Mannschaftsverfolgung (mit Joe Holt, Matthew Walls, Matthew Bostock und Rhys Britton)
- Britischer Meister – Mannschaftsverfolgung (mit Rhys Britton, Ethan Hayter, Matthew Walls und Jake Stewart)
- Britischer Meister – Madison (mit Matthew Walls)

2019
- Europameister (U23) – Madison (mit Matthew Walls)
- Britischer Meister – Madison (mit Rhys Britton)

## Wichtige Platzierungen
| Grand Tour            | 2020 | 2021 | 2022 | 2023 | 2024 | 2025 |
| --------------------- | ---- | ---- | ---- | ---- | ---- | ---- |
| Giro d’ItaliaGiro     | –    | –    | –    | –    | –    | –    |
| Tour de FranceTour    | –    | 96   | 54   | 92   | DNF  | 104  |
| Vuelta a EspañaVuelta | 91   | –    | 67   | –    | –    |      |

| Monument                 | 2020 | 2021 | 2022 | 2023 | 2024 | 2025 |
| ------------------------ | ---- | ---- | ---- | ---- | ---- | ---- |
| Mailand–Sanremo          | –    | 148  | –    | 79   | 30   | 10   |
| Flandern-Rundfahrt       | DNF  | 112  | 7    | 8    | 50   | 23   |
| Paris–Roubaix            | –    | 51   | 99   | DNF  | 12   | 9    |
| Lüttich–Bastogne–Lüttich | –    | –    | –    | –    | –    |      |
| Lombardei-Rundfahrt      | –    | –    | –    | –    | –    |      |